# Pidonia amabilis
Pidonia amabilis là một loài bọ cánh cứng trong họ Cerambycidae.